# Johann Hell

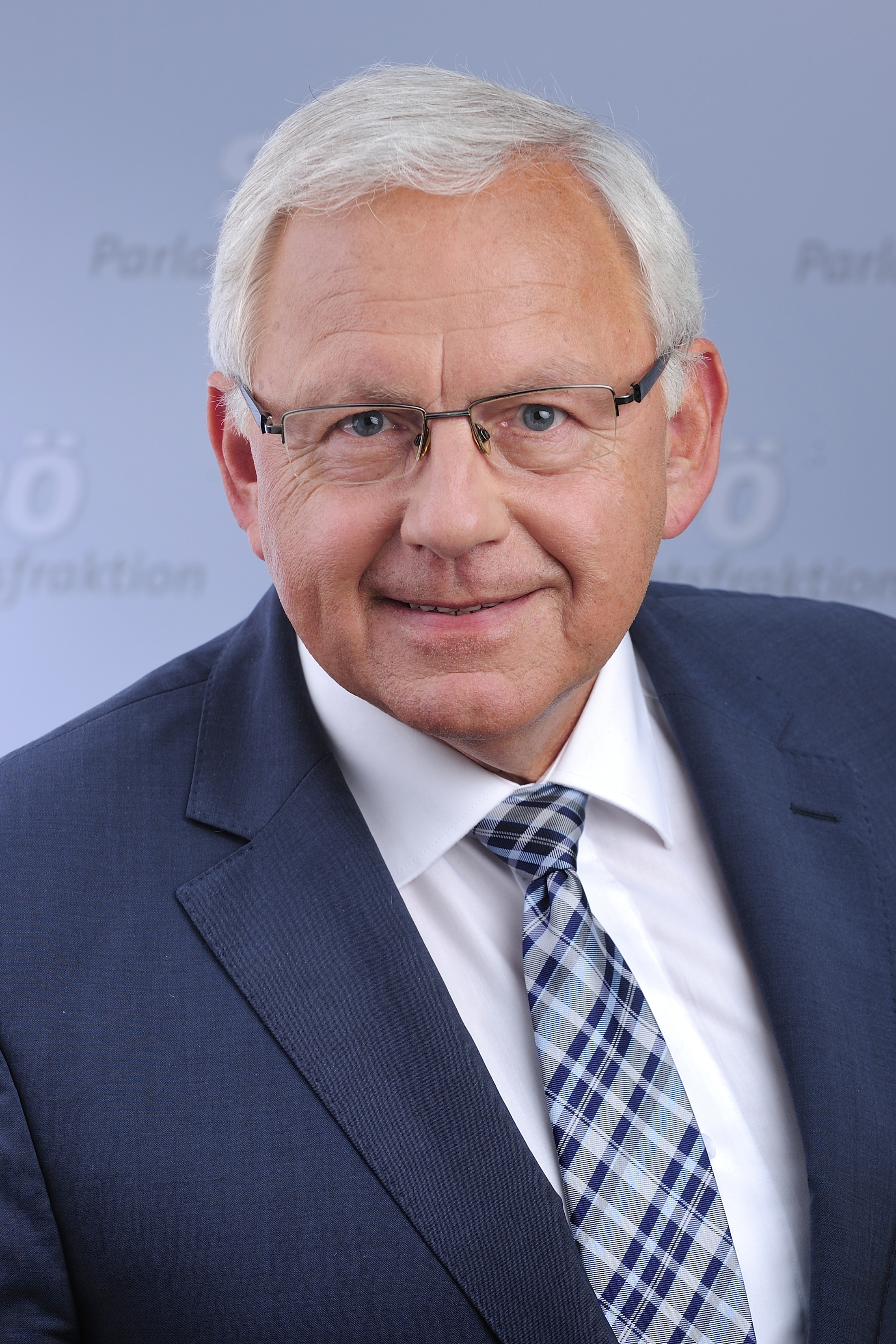
Johann Hell (2014)

Johann Hell (* 17. Oktober 1955 in St. Pölten) ist ein österreichischer Politiker (SPÖ). Er war von 2008 bis 2017 Abgeordneter zum Nationalrat und von 2015 bis 2022 Bürgermeister der Gemeinde Böheimkirchen in Niederösterreich.

## Ausbildung und Beruf
Johann Hell besuchte die von 1962 bis 1966 die Volksschule in Kasten und wechselte im Anschluss an die Hauptschule in Böheimkirchen. 1970 bis 1971 absolvierte er den Polytechnischen Lehrgang und begann danach eine Lehre als Maschinenschlosser. Im Zuge seiner Ausbildung besuchte er von 1971 bis 1975 die Berufsschule. Nach seinem Lehrabschluss absolvierte Hell zwischen 1976 und 1978 die Triebfahrzeugführerausbildung bei den ÖBB und legte die staatliche Triebfahrzeugführerprüfung ab.
Johann Hell arbeitete von 1978 bis 1998 als Triebfahrzeugführer und ist seit 1998 Instruktor für Triebfahrzeugführer.

## Politik
Johann Hell war seit 1995 Mitglied des Gemeinderates von Böheimkirchen. Er wurde 2007 zum Vizebürgermeister und 2015 zum Bürgermeister gewählt. 2022 trat Johann Hell als Bürgermeister zurück.
Seit 2006 ist er zudem Ortsparteivorsitzender der SPÖ Böheimkirchen. Hell ist zudem in der Gewerkschaft aktiv und ist seit 1996 Regionalvorsitzender des ÖGB in der Region NÖ-Zentral.
Johann Hell kandidierte bei der Nationalratswahl in Österreich 2006 auf der Regionalwahlkreisliste Niederösterreich Mitte der SPÖ verfehlte jedoch zunächst den Einzug in den Nationalrat. Nach dem Ausscheiden von Beate Schasching aus dem Nationalrat am Ende der XXIII. Gesetzgebungsperiode rückte Hell in den Nationalrat nach.

## Auszeichnungen
- 2017: Großes Goldenes Ehrenzeichen für Verdienste um die Republik Österreich[1]
- 2025: Großes Goldenes Ehrenzeichen für Verdienste um das Bundesland Niederösterreich[2][3]